# Грель Ілля Михайлович
Ілля Михайлович Грель (нар. 1902 — пом. 30 березня 1945) — радянський офіцер-артилерист, Герой Радянського Союзу (1945, посмертно).

## Життєпис
Народився в 1902 р. у с. Будне Шаргородского району. Українець. Член КПРС із 1928 р. Учився в Буднянському агротехнікумі.
У Радянській Армії з 1924 р. У 1931 р. закінчив Київську артилерійську школу командного складу. У 1940 р. Брав участь у війні з фінами. Учасник німецько-радянської війни з червня 1941 р. Боровся на Західному, Південному і 1-му Білоруському фронтах.
Нагороджений орденом Леніна, орденом Вітчизняної війни I ступеня, орденом Червоної Зірки і медалями.
30 березня 1945 р. загинув при звільненні м. Кенігсберга. Похований у м. Найдам. 
За зразкове виконання бойових завдань командування на фронті боротьби з німецько-фашистськими загарбниками і виявлені при цьому відвагу і геройство Указом Президії Верховної Ради СРСР від 31 травня 1945 р. командирові 1137-го легкого артилерійського полку 169-й Лодзинської легкої артилерійської бригади підполковникові Грелю Іллі Михайловичу посмертно надано звання Героя Радянського Союзу.